# Joe Sawyer
Joe Sawyer, nato Joseph Sauers (Guelph, 29 agosto 1906 – Ashland, 21 aprile 1982), è stato un attore canadese.

## Biografia
Joseph Sawyer nacque da una coppia di immigrati tedeschi stabilitisi a Guelph, Ontario. Fece le sue prime esperienze come attore teatrale alla Pasadena Playhouse. Stabilitosi a Hollywood per tentare la carriera cinematografica, apparve in numerosi ruoli secondari a partire dagli anni trenta, principalmente per la Warner Bros. in film come La foresta pietrificata (1936), dove interpretò uno degli scagnozzi del gangster Duke Mantee (Humphrey Bogart), Pugno di ferro (1936), accanto a James Cagney, e Confessioni di una spia nazista (1939), con Edward G. Robinson. Sawyer recitò accanto a Humphrey Bogart in altri film del decennio come Legione nera (1937), San Quentin (1937), La bolgia dei vivi (1939) e I ruggenti anni venti (1939). Fu accanto a Errol Flynn ne I pascoli dell'odio (1940) e La storia del generale Custer (1941), e recitò in classici come Furore (1940), diretto da John Ford e interpretato da Henry Fonda, e Il sergente York (1941), diretto da Howard Hawks e interpretato da Gary Cooper.
Nel corso della sua lunga carriera, Sawyer apparve in oltre 200 film, principalmente in ruoli da caratterista in drammi e western, ma ottenne anche alcuni ruoli comici in una serie di commedie prodotte negli anni quaranta da Hal Roach. In una prima serie di questi mediometraggi per Roach interpretò il ruolo del sergente William Ames accanto a William Tracy, e in un'altra serie interpretò il tassista Eddie Corbett accanto a William Bendix (tra i titoli, Brooklyn Orchid e The McGuerins from Brooklyn del 1942, e Taxi, Mister del 1943).
Durante gli anni cinquanta proseguì la carriera cinematografica, alternandola con apparizioni televisive in numerose serie di successo, tra le quali Le avventure di Rin Tin Tin (1954-1959), in cui interpretò il ruolo ricorrente del sergente Biff O'Hara. Sul grande schermo apparve in numerosi western e in un classico della fantascienza come Destinazione... Terra! (1953) di Jack Arnold. Tornò a recitare con Humphrey Bogart nel dramma giornalistico L'ultima minaccia (1952) di Richard Brooks, ed ebbe una parte nel noir Rapina a mano armata (1955) di Stanley Kubrick. Si ritirò dalle scene nel 1962, dopo un'ultima apparizione non accreditata nel film La conquista del West (1962).

### Vita privata
Trasferitosi ad Ashland (Oregon) presso il figlio nato dal suo secondo matrimonio, Sawyer morì per un cancro al fegato nel 1982, all'età di 75 anni. 

## Filmografia parziale

### Cinema
- College Coach, regia di William A. Wellman (1933)
- Il traditore (The Informer), regia di John Ford (1935)
- Broadway Gondolier, regia di Lloyd Bacon (1935)
- Il grande nemico (Special Agent), regia di William Keighley (1935)
- La scomparsa di Stella Parish (I Found Stella Parish), regia di Mervyn LeRoy (1935)
- La riva dei bruti (Frisco Kid), regia di Lloyd Bacon (1935)
- La foresta pietrificata (The Petrified Forest), regia di Archie Mayo (1936)
- L'ombra che cammina (The Walking Dead), regia di Michael Curtiz (1936)
- Occhioni scuri (Big Brown Eyes), regia di Raoul Walsh (1936)
- High Tension, regia di Allan Dwan (1936)
- Due nella folla (Two in a Crowd), regia di Alfred E. Green (1936)
- Pugno di ferro (Great Guy), regia di John G. Blystone (1936)
- Legione nera (Black Legion), regia di Archie Mayo (1937)
- San Quentin, regia di Lloyd Bacon (1937)
- Alta tensione (Slim), regia di Ray Enright (1937)
- La bolgia dei vivi (You Can't Get Away with Murder), regia di Lewis Seiler (1939)
- Confessioni di una spia nazista (Confessions of a Nazi Spy), regia di Anatole Litvak (1939)
- Gli indomabili (Frontier Marshal), regia di Allan Dwan (1939)
- I ruggenti anni venti (The Roaring Twenties), regia di Raoul Walsh (1939)
- Man from Montreal, regia di Christy Cabanne (1939)
- Furore (The Grapes of Wrath), regia di John Ford (1940)
- L'isola degli uomini perduti (The House Across the Bay), regia di Archie Mayo (1940)
- La belva umana (Dark Command), regia di Raoul Walsh (1940)
- Lucky Cisco Kid, regia di H. Bruce Humberstone (1940)
- Lungo viaggio di ritorno (The Long Voyage Home), regia di John Ford (1940)
- The Border Legion, regia di Joseph Kane (1940)
- I pascoli dell'odio (Santa Fe Trail), regia di Michael Curtiz (1940)
- Il sergente York (Il sergente York), regia di Howard Hawks (1941)
- La ribelle del Sud (Belle Starr), regia di Irving Cummings (1941)
- La palude della morte (Swamp Water), regia di Jean Renoir (1941)
- La storia del generale Custer (They Died with Their Boots On), regia di Raoul Walsh (1941)
- Brooklyn Orchid, regia di Kurt Neumann (1942)
- The McGuerins from Brooklyn, regia di Kurt Neumann (1942)
- Il mio corpo ti scalderà (The Outlaw), regia di Howard Hawks (1943)
- Taxi, Mister, regia di Kurt Neumann (1943)
- Avventura in montagna (Hit the Ice), regia di Charles Lamont (1943)
- Tarzan contro i mostri (Tarzan's Desert Mystery), regia di Wilhelm Thiele (1943)
- Milioni in pericolo (Brewster's Millions), regia di Allan Dwan (1945)
- L'arca di Noè (The Naughty Nineties), regia di Jean Yarbrough (1945)
- Gilda, regia di Charles Vidor (1946)
- Tre figli in gamba (Christmas Eve), regia di Edwin L. Marin (1947)
- Roses Are Red, regia di James Tinling (1947)
- Doppia vita (A Double Life), regia di George Cukor (1947)
- Tutti conoscono Susanna (If You Knew Susie), regia di Gordon Douglas (1948)
- Domani saranno uomini (Fighting Father Dunne), regia di Ted Tetzlaff (1948)
- Il pugnale del bianco (Coroner Creek), regia di Ray Enright (1948)
- Tucson, regia di William F. Claxton (1949)
- The Gay Amigo, regia di Wallace Fox (1949)
- Stagecoach Kid, regia di Lew Landers (1949)
- Pinky, la negra bianca (Pinky), regia di Elia Kazan (1949)
- Il capitano Gary (Deputy Marshal), regia di William Berke (1949)
- The Traveling Saleswoman, regia di Charles Reisner (1950)
- Colpo di scena a Cactus Creek (Curtain Call at Cactus Creek), regia di Charles Lamont (1950)
- Comin' Round the Mountain, regia di Charles Lamont (1951)
- Torce rosse (Indian Uprising), regia di Ray Nazarro (1952)
- Duello nella foresta (Red Skies of Montana), regia di Joseph M. Newman (1952)
- L'ultima minaccia (Deadline – U.S.A.), regia di Richard Brooks (1952)
- Destinazione... Terra! (It Came from Outer Space), regia di Jack Arnold (1953)
- Il figlio di Kociss (Taza, Son of Cochise), regia di Douglas Sirk (1954)
- L'assedio di fuoco (Riding Shotgun), regia di André De Toth (1954)
- Bolide rosso (Johnny Dark), regia di George Sherman (1954)
- The Kettles in the Ozarks, regia di Charles Lamont (1956)
- Rapina a mano armata (The Killing), regia di Stanley Kubrick (1956)
- Pugni, pupe e pepite (North to Alaska), regia di Henry Hathaway (1960)

### Televisione
- The Ford Television Theatre – serie TV, episodio 2x20 (1954)
- Gianni e Pinotto (The Abbott and Costello Show) – serie TV, episodio 2x18 (1954)
- Le avventure di Rin Tin Tin (The Adventures of Rin Tin Tin) – serie TV, 96 episodi (1954-1959)
- Sugarfoot – serie TV, episodio 3x07 (1959)
- Peter Gunn – serie TV, episodio 2x12 (1959)
- Surfside 6 – serie TV, episodio 1x25 (1961)
- Lock Up – serie TV, episodio 2x17 (1961)
- Everglades – serie TV, episodio 1x09 (1961)

## Doppiatori italiani
Nelle versioni in italiano delle opere in cui ha recitato, Joe Sawyer è stato doppiato da:
- Luigi Pavese in La bolgia dei vivi, Colpo di scena a Cactus Creek
- Bruno Persa ne Il sergente York
- Vinicio Sofia in La ribelle del Sud
- Stefano Sibaldi in La storia del generale Custer
- Cesare Polacco in Avventura in montagna
- Giorgio Capecchi in Destinazione... Terra!
- Carlo Romano in L'assedio di fuoco
- Manlio Busoni in Bolide rosso
- Amilcare Pettinelli in Rapina a mano armata
- Roberto Bertea in Le avventure di Rin Tin Tin (1ª edizione)
- Franco Latini in Le avventure di Rin Tin Tin (2ª edizione)
- Dario De Grassi in Le avventure di Rin Tin Tin (3ª edizione)